# Mission Motor Car Company
Mission Motor Car Company war ein US-amerikanischer Hersteller von Kraftfahrzeugen.

## Unternehmensgeschichte
Yancio R. del Valle vertrieb Fahrzeuge der Detroiter Motors Company an der Westküste der Vereinigten Staaten. Im Januar 1914 beschloss er, eine eigene Fahrzeugproduktion aufzubauen. Dazu gründete er mit einigen Partnern das Unternehmen in Los Angeles in Kalifornien. Garland P. Fallis wurde Präsident, Alfred Barstow Vizepräsident, J. W. Kays Schatzmeister und Henry L. Palmer Sekretär. Palmer war gleichzeitig der Konstrukteur. Im gleichen Jahr begann die Produktion von Automobilen. Der Markenname lautete Mission. Noch 1914 endete die Produktion.
Zulassungsstatistiken aus Kalifornien beinhalten 13 Nutzfahrzeuge und 1 Personenkraftwagen dieses Herstellers.

## Fahrzeuge
Im Angebot stand ein Pkw namens Angelus. Es wurde betont, dass es kein Cyclecar sei, sondern ein richtiges Auto. Ein Vierzylinder-Viertaktmotor trieb die Fahrzeuge an. Als Aufbau ist ein Tourenwagen überliefert. Der Neupreis betrug 475 US-Dollar.
Außerdem gab es einen Lieferwagen. Er war mit rund 450 kg Nutzlast angegeben. Er kostete als Fahrgestell 825 Dollar und karosseriert 850 Dollar.